# Петер Нігузен
Петер Нігузен (нім. Peter Niehusen, 15 липня 1951) — німецький академічний веслувальник і академічний веслувальник.
Бронзовий призер Олімпійських Ігор 1976 року в складі розпашної четвірки зі стерновим.
Чемпіон світу 1966 року в складі вісімки, бронзовий призер 1974, 1975 років у складі розпашної четвірки зі стерновим.
Чемпіон Європи 1965 року в складі вісімки.